# Zeros invenatus
Zeros invenatus är en tvåvingeart som först beskrevs av Lamb 1912.  Zeros invenatus ingår i släktet Zeros och familjen vattenflugor. Inga underarter finns listade i Catalogue of Life.